# Hispaniolatrupial
Hispaniolatrupial (Icterus dominicensis) är en fågel i familjen trupialer inom ordningen tättingar.

## Utbredning och systematik
Fågeln förekommer på Hispaniola samt på Gonâve Island, Tortue Island och Île à Vache. Den behandlas som monotypisk, det vill säga att den inte delas in i några underarter. Tidigare betraktades hispaniolatrupial, kubatrupial (I. melanopsis), puertoricotrupial (I. portoricensis) och bahamatrupial (I. northropi) som en och samma art, orangebukad trupial (I. dominicensis).

## Status och hot
Arten har ett stort utbredningsområde, men tros minska i antal, dock inte tillräckligt kraftigt för att den ska betraktas som hotad. Internationella naturvårdsunionen IUCN listar arten som livskraftig (LC).